# Styphnolobium
A Styphnolobium a hüvelyesek (Fabales) rendjébe, ezen belül a pillangósvirágúak (Fabaceae) családjába tartozó nemzetség.

## Előfordulásuk
A Styphnolobium-fajok eredeti előfordulási területe Kína legnagyobb része, továbbá Mexikó, Costa Rica, Salvador, Nicaragua és Kolumbia.

## Rendszerezés
A nemzetségbe az alábbi 8 faj tartozik:
- Styphnolobium burseroides M.Sousa, Rudd & Medrano
- Styphnolobium caudatum M.Sousa & Rudd
- Styphnolobium conzattii (Standl.) M.Sousa & Rudd
- közönséges pagodafa (Styphnolobium japonicum) (L.) Schott
- Styphnolobium monteviridis M.Sousa & Rudd
- Styphnolobium parviflorum M.Sousa & Rudd
- Styphnolobium protantherum M.Sousa & Rudd
- Styphnolobium sporadicum M.Sousa & Rudd